# Empoasca mergata
Empoasca mergata är en insektsart som beskrevs av Ross 1959. Empoasca mergata ingår i släktet Empoasca och familjen dvärgstritar. Inga underarter finns listade i Catalogue of Life.